# Ligne Esashi
La ligne Esashi (江差線, Esashi-sen) est une ancienne ligne ferroviaire de la compagnie JR Hokkaido située au sud de l'île de Hokkaidō au Japon. Elle reliait la gare de Goryōkaku à Hakodate et la gare d'Esashi à Esashi. La ligne faisait partie de la ligne Tsugaru-Kaikyō et était donc un lieu de passage pour les trains reliant l'île de Honshū à l'île de Hokkaidō. Depuis 2016 et l'ouverture de la ligne Shinkansen Hokkaidō, la portion comprise entre Goryōkaku et Kikonai a été transférée à la compagnie South Hokkaido Railway.

## Histoire
- 1913 : ouverture entre Goryōkaku et Kamiiso en tant que ligne Kamiiso-keiben (上磯軽便線, Kamiiso-keiben-sen?)
- 1922 : le nom de la ligne devient ligne Kamiiso (上磯線, Kamiiso-sen?)
- 1930 : prolongement de Kamiiso à Kikonai
- 1935 : prolongement de Kikonai à Yunotai
- 1936 : prolongement de Yunotai à Esashi. La ligne prend le nom de ligne Esashi (江差線, Esashi-sen?)
- 1949 : transfert de la ligne à la JNR
- 1987 : transfert de la ligne à la JR Hokkaido à la suite de la privatisation de la JNR
- 1988 : avec l'ouverture du tunnel du Seikan, la ligne devient le lieu de passage des trains reliant l'île de Honshū à l'île de Hokkaidō
- 2014 : fermeture entre Kikonai et Esashi[1]
- 2016 : avec la mise en service de la ligne Shinkansen Hokkaidō, les trains de passagers reliant l'île de Honshū et l'île de Hokkaidō sont supprimés. Le reste de la ligne Esashi (entre Goryōkaku et Kikonai) est transférée à la compagnie South Hokkaido Railway et devient la ligne Dōnan Isaribi Tetsudō[2]

## Caractéristiques
- longueur : 79,9 km (entre 2014 et 2016 : 37,8 km)
- écartement des voies : 1 067 mm
- nombre de voies : 1
- électrification : courant alternatif 20 000 V - 50 Hz par caténaire entre Goryōkaku et Kikonai
- vitesse maximale :
  - 100 km/h entre Goryōkaku et Kikonai
  - 65 km/h entre Kikonai et Esashi

## Services et interconnexions
De 1988 à 2016, la section comprise entre Goryōkaku et Kikonai faisait partie de la ligne Tsugaru-Kaikyō, ligne permettant de relier Aomori sur l'île de Honshū et Hakodate sur l'île de Hokkaidō via le tunnel du Seikan. En plus des services propres à la ligne, de nombreux trains transitaient donc par la ligne (voir détail sur ligne Kaikyō).
A Gōryokaku, tous les trains continuaient jusqu'à la gare de Hakodate via la ligne principale Hakodate.

## Gares
Seules les gares en commun avec la ligne principale Hakodate était numérotées.
| Ligne                     | Numéro            | Gare      | Nom japonais | Distance (km) depuis Gōryokaku | Correspondances                          | Localisation              | Localisation             |
| ------------------------- | ----------------- | --------- | ------------ | ------------------------------ | ---------------------------------------- | ------------------------- | ------------------------ |
| Ligne principale Hakodate | H75               | Hakodate  | 函館         | 3,4                            | Tramway de Hakodate (à Hakodate Eki-mae) | Hakodate                  | Sous-préfecture d'Oshima |
| Ligne principale Hakodate | H74               | Goryōkaku | 五稜郭       | 0                              | JR Hokkaido : Hakodate                   | Hakodate                  | Sous-préfecture d'Oshima |
| Ligne Esashi              | H74               | Goryōkaku | 五稜郭       | 0                              | JR Hokkaido : Hakodate                   | Hakodate                  | Sous-préfecture d'Oshima |
|                           | Nanaehama         | 七重浜    | 2,7          |                                | Hokuto                                   |                           | Sous-préfecture d'Oshima |
|                           | Higashi-Kunebetsu | 東久根別  | 5,3          |                                | Hokuto                                   |                           | Sous-préfecture d'Oshima |
|                           | Kunebetsu         | 久根別    | 6,5          |                                | Hokuto                                   |                           | Sous-préfecture d'Oshima |
|                           | Kiyokawaguchi     | 清川口    | 7,6          |                                | Hokuto                                   |                           | Sous-préfecture d'Oshima |
|                           | Kamiiso           | 上磯      | 8,8          |                                | Hokuto                                   |                           | Sous-préfecture d'Oshima |
|                           | Moheji            | 茂辺地    | 17,6         |                                | Hokuto                                   |                           | Sous-préfecture d'Oshima |
|                           | Oshima-Tōbetsu    | 渡島当別  | 22,6         |                                | Hokuto                                   |                           | Sous-préfecture d'Oshima |
|                           | Kamaya            | 釜谷      | 27,5         |                                | Kikonai                                  |                           | Sous-préfecture d'Oshima |
|                           | Izumisawa         | 泉沢      | 30,6         |                                | Kikonai                                  |                           | Sous-préfecture d'Oshima |
|                           | Satsukari         | 札苅      | 34,0         |                                | Kikonai                                  |                           | Sous-préfecture d'Oshima |
|                           | Kikonai           | 木古内    | 37,8         | JR Hokkaido : Kaikyō           | Kikonai                                  |                           | Sous-préfecture d'Oshima |
|                           | Oshima-tsuruoka   | 渡島鶴岡  | 40,1         |                                | Kikonai                                  |                           | Sous-préfecture d'Oshima |
|                           | Yoshibori         | 吉堀      | 43,2         |                                | Kikonai                                  |                           | Sous-préfecture d'Oshima |
|                           | Shinmei (ja)      | 神明      | 56,4         | gare abandonnée                | Kaminokuni                               | Sous-préfecture de Hiyama |                          |
|                           | Yunotai           | 湯ノ岱    | 59,2         |                                | Kaminokuni                               | Sous-préfecture de Hiyama |                          |
|                           | Miyakoshi         | 宮越      | 66,3         |                                | Kaminokuni                               | Sous-préfecture de Hiyama |                          |
|                           | Katsuraoka        | 桂岡      | 68,5         |                                | Kaminokuni                               | Sous-préfecture de Hiyama |                          |
|                           | Naka-suda         | 中須田    | 70,6         |                                | Kaminokuni                               | Sous-préfecture de Hiyama |                          |
|                           | Kaminokuni        | 上ノ国    | 73,8         |                                | Kaminokuni                               | Sous-préfecture de Hiyama |                          |
|                           | Esashi            | 江差      | 79,9         |                                | Esashi                                   | Sous-préfecture de Hiyama |                          |

## Matériel roulant
Des trains diesel de série KiHa 40 étaient affectées aux services omnibus.

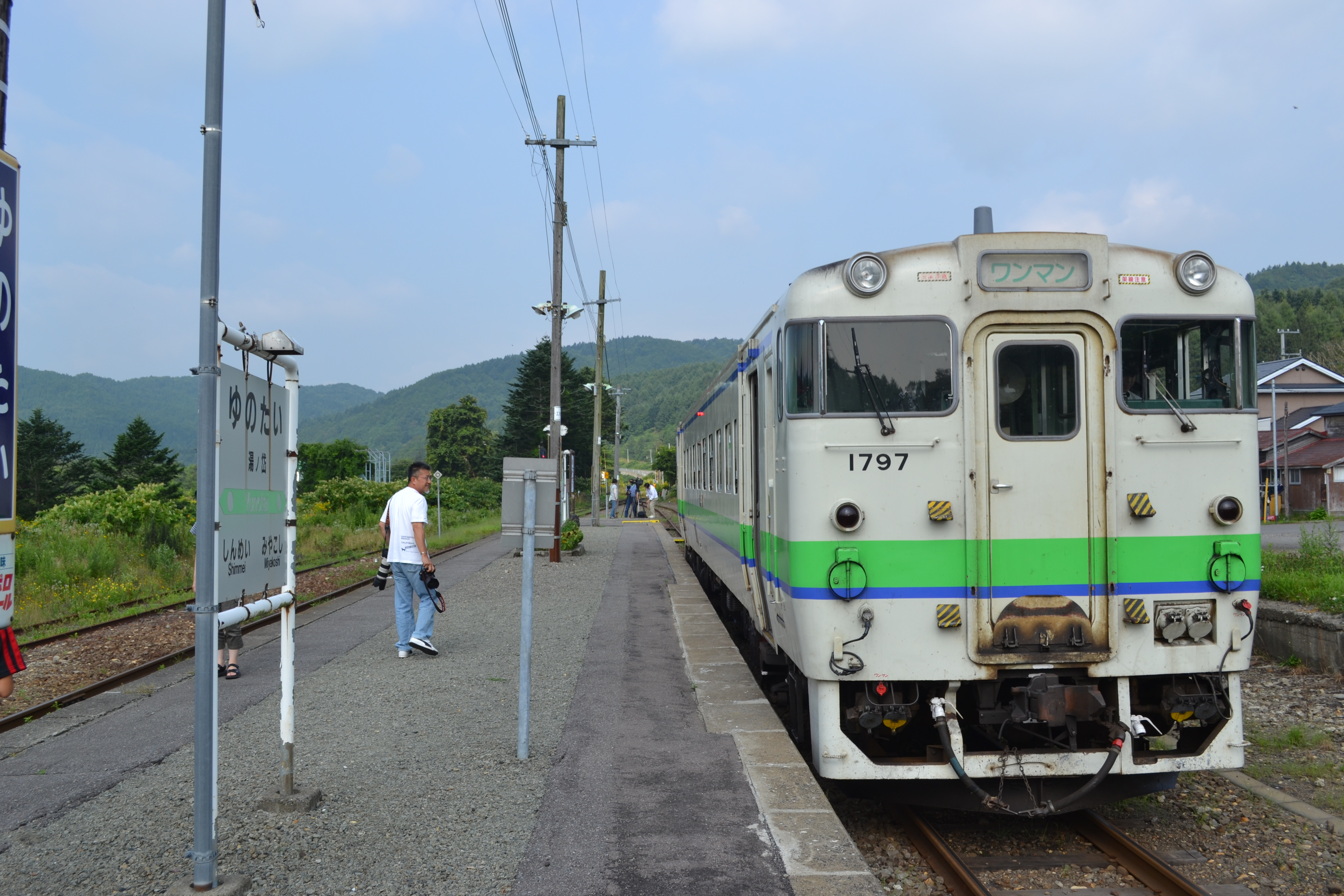
JR série KiHa 40

De nombreux trains reliant Honshū et Hokkaidō circulaient également sur la ligne (voir détail sur ligne Kaikyō).